# كربون زراعي
هو اسم تجاري عالمي لمنتجات الفحم الحيوي التي تقوم بإنتاجها شركة "3Ragrocarbon" تعود ملكية هذه الشركة  شركة "Terra Humanities LTD"والتي تقوم بتشغيلها أيضًا، وهي شركة سويدية تعمل بمجال الهندسة والتطويرالإيكولوچي التكنولوچي.
-تقوم 3Ragrocarbon باستخدام براءة اختراع «انحلال حراري خالي من الانبعاثات 3R»، وذلك لعمل منتجات صديقة للبيئة «بيو-شار» وغنية بالمغذيات أيضًا.
يقع المقر الرئيسي للشركة بدولة المجر حيث يتواجد مرفق إنتاجها الأساسي. تُدعم الشركة من قبل الاتحاد الأوروبي وهي أيضًا شريكة معه في العديد من المشاريع التي تركز على مبادرات المغذيات الزراعية الآمنة بيئيًا ومغذيات التربة أيضًا. يتم تطبيق الكربون الزراعي في كافة الصيغ بدءًا من الأسمدة الحيوية القائمة بذاتها حتى أية تركيبة أخرى تعمل كسماد أو مُنشط للتربة. منتجات الكربون الزراعي المُحسنة والمُعدلة لها تأثيرات متعددة تستخدم للتربة المستدامة  وأيضًا في حماية البيئة والمناخ من التأثير السلبي للكربون، ويشمل هذا الإنتاج الاقتصادي: المحاصيل الغذائية والغابات، مكافحة الآفات البيولوچية، التسميد الطبيعي، احتباس رطوبة التربة، استعادة التنوع البيولوچي للتربة والتوازن الطبيعي.

## مقدمة عن الكربون الزراعي
يعمل من خلال استخدام تقنية الانحلال الحراري البطئ 3R. تستلزم هذه العملية مدخلات عالية الجودة من النبات أو الكتلة الحيوية الحيوانية/النفايات، ويتم إدخالها في فرن دوار أفقي كبير. يتم تصميم هذا الفرن خصيصًا لهذه العملية ويتم تسخينه بعد ذلك بين درجة حرارة مئوية 450 حتى 850 درجة ويحدث ذلك بدرجات حرارة أساسية متفاوتة. هذا يؤدي إلى التحلل الحراري الاختزالي لمدخلات الكتلة الحيوية وينشأ ال agrocarbon الذي يتم استخدامه في أغراض متعددة فيستخدم مثلا كمُحسن للتربة حتى الطاقة المتجددة. إن عملية التحلل الحراري 3R مطورة ومبتكرة من قبل شركة "Terra Humanities LTD" وتطوير هذه العملية كبير جدًا لأن معظم طرق الانحلال الحراري الأخرى غير قادرة على العمل بكفاءة على النطاق الصناعي.

## بدون انبعاثات
جميع المواد والغازات المستخدمة في عملية تطوير الكربون الزراعي يتم إعادة استخدامها وتدويرها. يتم التقاط جميع الغازات الناتجة عن عملية التحلل الحراري 3R ومعالجتها كميائيًا لإنتاج الوقود الحيوي السائل. إن 3Ragrocarbon يفي بجميع المعايير البيئية للإتحاد الأوروبي والولايات المتحدة.

## تمايز المنتجات
يُستخدم منتج 3Ragrocarbon كمُغذي ومعزز للتربة للمساعدة في استعادة الفوسفور، وهو عنصر ضروري ومتطلب في الحياة العضوية وأيضًا ضروري لنمو النبات بشكل سليم. يستخدم معظم المنتجين الزراعيين الأسمدة الفوسفورية، إلا أن هذه الأنواع من الأسمدة يتم إنشاؤها باستخدام صخور الفوسفات وهي موارد غير متجددة. يُعد 3Ragrocarbon غني بالفوسفور وذلك بسبب مدخلات الكتلة الحيوية الخاصة به، بالإضافة إلى ذلك يعتبر الهيكل المسامي لل agrocarbon-char مثاليًا للميكروبات المفيدة لنمو المحاصيل ويمكن أيضًا استخدامه لحمل عوامل المكافحة البيولوچية.

## الوصلات الخارجية
- http://www.3ragrocarbon.com/